# سند راشد دخيل
سند راشد دخيل هو كاتب وباحث ومهندس كويتي من أوائل من كتب في أدب الرعب والخيال العلمي في الوطن العربي له عدد من الإسهامات والدراسات في علوم ما وراء الطبيعة كما كان لديه بعض الدراسات في فن الوهم.

## النجاح في مجال الكتابة
بدأ سند راشد الكتابة بسن مبكرة حين أستهل بأول إصدار له يتحدث عن عالم (الماورئيات) تحت عنوان (على حافة العلم) في عام 2001 وقد سجل هذا الكتاب نجاحا مذهلا بجميع المقاييس من خلال مبيعات مرتفعه مما دفع (م. سند راشد) إلى أن يتبعه بكتاب أخر كان يحلم بإصداره منذ فترة وهو أول موسوعة متخصصة في ظواهر ما وراء الطبيعة (خلف أسوار العلم)
يعتبر اهتمام سند راشد في علوم ما وراء الطبيعة نابع من إيمانه بان هذا النوع من العلوم هو المفتاح لعدد كبير من علوم القرن الحادي والعشرين !و قد انضم الكاتب في سن مبكرة إلى رابطة هواة ما وراء الطبيعة العالمية وأصبح عضوا فعلا في جمعية (سام) الأمريكية كما أنه داعم أساسي لهيئة (سيتي) الأمريكية المتخصصة في البحث عن الإشارات العاقلة بالكون..
و يعتبر كتابه (حدث في الكويت) هو أول بحث علمي في ظواهر (ما وراء الطبيعة) التي حدثت في الكويت.
بصورة عامة يسبح سند راشد عكس تيار ونجد هذا واضحا من خلال إصداره (و تحدث العلم) الذي يكشف فيه أكاذيب اعتقد البشر أنها حقائق فيناقش بجرأة موضوع (تحضير الأرواح – البرمجة اللغوية العصبية – الأشباح – قراءة الكف والفنجان) ليثبت بالضربة القاضية أنها مجرد أكاذيب تعشش في عقولنا.
أحد إصدارات سند كانت (موسوعة الظلام) وهي تعاونه الأول مع الكاتب الكبير الدكتور (أحمد خالد توفيق) وهو يتحدث عن كل ما يتعلق بالرعب من حقائق وووقائع وأفلام..في إصدار فاخر يتجاوز ال 450 صفحة في أول تجربة عربية في هذا المجال وقد حقق هذا الكتاب أعلى مبيعات في معرض الكويت الدولي للكتاب كما ظل متواجدا على قائمة (العشرة الأوائل) لفترة طويلة جدا في محلات (فيرجن ميجا ستور).

## مسابقة أدب الخيال العلمي وأدب الرعب
في ظل دعم سند راشد لأنواع الأدب الجديدة نسبيا في عالمنا العربي طرح سند (مسابقة م. سند راشد لأدب الرعب) في بداية عام 2008 وقد فاز فيها (عبد الكريم محمود رفعت) عن قصة (قشعريرة) وقد أختار القصة الفائزة الأخيرة الكاتب أحمد خالد توفيق وتبلغ قيمة جائزة المركز الأول 3000 $ أمريكي بالإضافة إلى نشر القصة في عدد من إصدارات دايموند بوك.
و كما طرح في منتصف عام 2008 (مسابقة م. سند راشد لأدب الخيال العلمي)و التي فاز بها (محمد الدواخلي) عن قصة (فأر في المصيدة) وقد اختار القصة الفائزة الكاتب الكبير الدكتور نبيل فاروق.

## سند راشد وفن الوهم
استطاع سند في عام 2007 ان يكون أول كويتي يقدم عروض حية في فن الوهم في مدينة لاس فيغاس و (اتلانتيك سيتي) الأمريكية وذلك ضمن برنامج وثائقي خاص يتحدث عن فن الوهم.

## قائمة إصداراته
صدر لسند راشد حتى الآن:
1. على حافة العلم
2. خطوة الزمن (رواية من ادب الخيال العلمي)
3. خلف أسوار العلم
4. حدث في الكويت
5. وتحدث العلم
6. موسوعة الظلام (بالتعاون مع د. أحمد خالد توفيق)
7. هادم الأساطير (بالتعاون مع د. أحمد خالد توفيق)
8. الحافة (بالتعاون مع د. أحمد خالد توفيق)
9. قصتي مع اللوفر
10. الذين عادوا (رواية من أدب الخيال العلمي)
11. لاس فيغاس مع التحية
12. عشاق الادرينالين (بالتعاون مع د. أحمد خالد توفيق)
13. 15 عاما من العلم والسحر
14. مسكون (بالتعاون مع د. تامر ابراهيم)
15. الساحر
16. كائنات ليلية
17. الرجل الذي عاش مرتين
18. الغامض
19. فندق كاليفورنيا
20. المخلوق
21. الباحثون عن الحقيقة
22. ليلة العجائب - الكتاب الأول
23. ليلة العجائب - الكتاب الثاني
24. حكايات غريبة (بالتعاون مع حسن الجندي)

## وصلات خارجية
- الموقع الرسمي
- مراجعات كتب سند راشد على جود ريدز